# Aleksandr Pawłow (zapaśnik)
Aleksandr Walerjewicz Pawłow (biał. Аляксандр Валер'евіч Паўлаў, ros. Александр Валерьевич Павлов; ur. 9 lipca 1973) – białoruski zapaśnik walczący w stylu klasycznym. Srebrny medalista olimpijski z Atlanty 1996 w kategorii 48 kg.
Wicemistrz świata w 1994. Czwarty na mistrzostwach Europy w 1995. Drugi na igrzyskach Bałtyckich w 1997 roku.